# Turki II bin Abdulaziz Al Saud
Prinz Turki bin Abdulaziz Al Saud (arabisch تركي بن عبد العزيز آل سعود, DMG Turkī b. ʿAbd al-ʿAzīz Āl Saʿūd; * 1934; † 12. November 2016) war ein saudi-arabischer Geschäftsmann und Angehöriger der saudischen Königsfamilie.
Er ist nicht mit seinem älteren gleichnamigen Halbbruder Turki I bin Abdulaziz Al Saud zu verwechseln und wird häufig als Turki (II) aufgeführt.

## Leben
Turki bin Abdulaziz Al Saud war einer von 44 Söhnen des Königs Abd al-Aziz ibn Saud und gehörte, da seine Mutter Hussa bint Ahmed Al Sudairi war, zu den sogenannten Sudairi-Sieben, den sieben Vollbrüder, zu denen auch König Fahd ibn Abd al-Aziz († 2005) zählt. Er war bis 1974 Vizeminister der Verteidigung und Botschafter.
Er gehörte 1958 zum Rat der Kronprinzen unter Prinz Talal ibn Abd al-Aziz, der 1962 die politischen Bewegung „Freie Prinzen“ (arabisch الأمراء الأحرار, DMG al-umarāʾ al-aḥrār) im Exil in Kairo gründete, sich mit der Familie versöhnte, weshalb die Bewegung seit den 1970er Jahren mit der Rückkehr von Talal als aufgelöst gilt.
Als er 1973 Hind al-Fassi, die Tochter des politisch verurteilten Schams ad-Din Abdullah al-Fassi, heiraten wollte, begann sein politischer Abstieg. Sein angehender Schwiegervater war verurteilt worden, weil er zu den öffentlichen Kritikern der Verwestlichung des Landes gehörte. Der Name al-Fassi war derartig in der Königsfamilie verrufen, dass Fahd ibn Abd al-Aziz mit seinem Wagen in unbefestigtes Gelände raste und dort einen Unfall hatte, nachdem sein Bruder ihm von seinen Heiratsplänen erzählt hatte. Ab diesem Zeitpunkt begann die Wanderschaft des al-Fass-Turki-Clans durch die Hotels der Welt.
Durch die Ölkrise von 1973 wuchs auch der Reichtum des al-Fassi-Turki-Clans ins Gigantische. Der Clan besaß Wohnungen in London, Spanien, Saudi-Arabien und hatte eine eigene Boeing 707. Sein Schwager Mohammed Al-Fassi unterhielt sogar einen Zoo in Saudi-Arabien.
Durch seinen Schwager kam Turki in den 1980er Jahren in Kontakt mit Al Malnik, der für vier Jahre sein Finanzberater wurde; dessen Sohn Mark Malnik heiratete 1982 in den Familienclan ein, da er Honda Al-Fassi, eine Tochter von Mohammed al-Fassi heiratete.
Turki lebte mit seiner Familie in einem Hotel in Kairo.
Nach dem Tod seiner Frau Hind al-Fassi, die 2010 im Alter von 57 Jahren in Kairo starb, kehrte Turki 2011 nach Saudi-Arabien zurück.

## Familie
Turki heiratete zweimal und ist Vater von insgesamt vier Töchtern und sechs Söhnen. Durch seine Tochter Abir ist er Schwiegervater von Khalid bin Sultan und Großvater von Abdullah bin Khalid, dem saudischer Botschafter für Deutschland.
Sein Sohn Prinz Sultan bin Turki bin Abdulaziz, der die Korruption in seinem Heimatland angeprangert und demokratische Reformen gefordert hatte, wurde 2004 in der Schweiz entführt, per Flugzeug nach Saudi-Arabien transportiert und dort unter Hausarrest gestellt.
Sein Sohn Fahd und dessen Sohn Abdulaziz wurden 2020 in Saudi-Arabien verhaftet. Fahds Ehefrau Abir, eine Tochter König Abdullahs, ging kurze Zeit später ins Exil nach Schottland.